# Парк Победы (Ереван)
«Парк Победы» («Ахтанак», «Монумент»; арм. Հաղթանակի զբոսայգի) — парк на севере Еревана в административном районе Канакер-Зейтун.

## История
Работу над созданием парка начали ещё в 1930-х годах. Тогда на месте нынешнего парка был пустырь. Местность была засажена деревьями в 1930-1940-х годах во время ленинских субботников и изначально носил название «Городской парк в Арабкире». После окончания Великой Отечественной войны его переименовали в «Парк Победы».
В 1950 году в парке был установлен огромный памятник Сталину (скульптор С. Д. Меркуров, архитектор Р. С. Исраелян, высота 50 м). Под эгидой отдела культуры горкома Ергорсовета вокруг памятника была основана зона культуры и отдыха, который стали неофициально называть «Монументом».
В 1962 году скульптура Сталина была снята с постамента, а в 1967 году на её месте была установлена скульптура «Мать Армения» (скульптор А. А. Арутюнян).
В 1959 году в парке открылся ресторан «Арагил» (архитектор Р. С. Исраелян), который быстро стал одним из самых известных в городе. Из него открывался красивый вид на Ереван. В настоящее время ресторан закрыт и его здание находится в неудовлетворительном состоянии.
В 1958—1961 годах по проекту архитектора О. А. Акопяна в парке было устроено искусственное озеро «Аревик». Оно сделано в форме озера Севан, максимальная глубина составляет 8,5 м. Первоначально на берегах озера были пляжи, и оно было открыто для купания, для чего вода в нём хлорировалась. Однако эта же вода использовалась для орошения парка, и хлор негативно сказывался на состоянии растительности. Поэтому с 1969 года озеро не хлорируется и закрыто для купания. В 1983-1985 годах парк был закрыт для реконструкции, на тот период воду из озера спускали. Сейчас на озере открыт прокат лодок и катамаранов.
В 1970 году в парке появилась могила Неизвестного солдата с Вечным огнём. В 1985 году, к 40-летию Победы, могила Неизвестного солдата с Вечным огнём была перестроена по проекту Ашота Алексаняна и Анаит Навасардян. От памятника Победы к ней была проложена Аллея героев.
В 1955—1956 годах в парке был установлен аттракцион в виде раскачивающейся лодки. В 1967 году появилось первое колесо обозрения. В 1989 году было установлено второе высотой 30 м. В 2008 году для размещения аттракционов была выделена территория в 7 га. По данным на 2012 год, их там было около 70.

## Озеленение
Под парк изначально было выделено 48 га сомкнутого леса. К началу XXI века в ведении компании, ответственной за благоустройство парка, находится 33 га. Остальные части парка сдаются в аренду. Часть лесных участков парка была вырублена в 1990-х на растопку «буржуек», часть была распродана городскими властями под строительство «элитных» особняков.

## Галерея

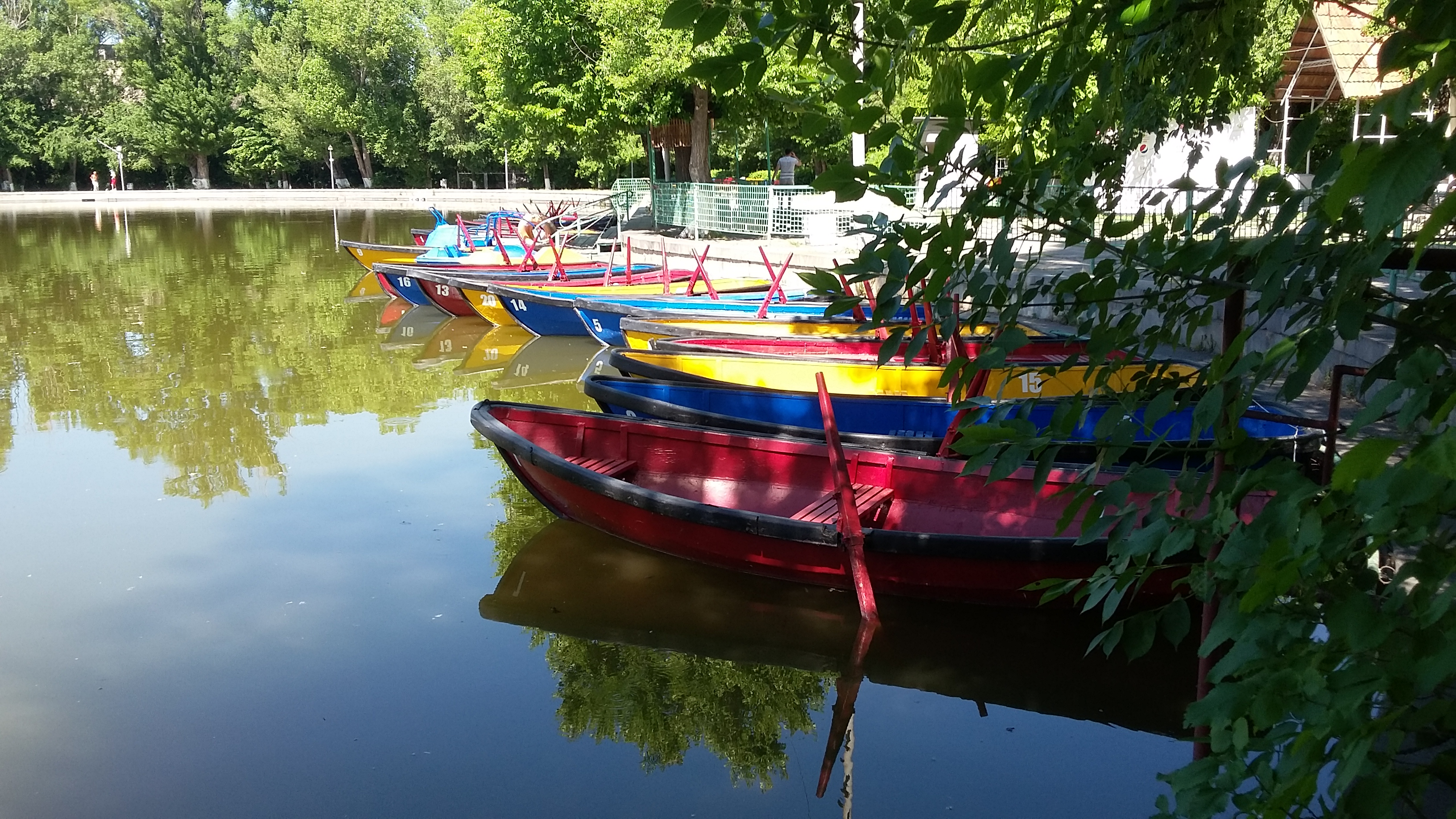
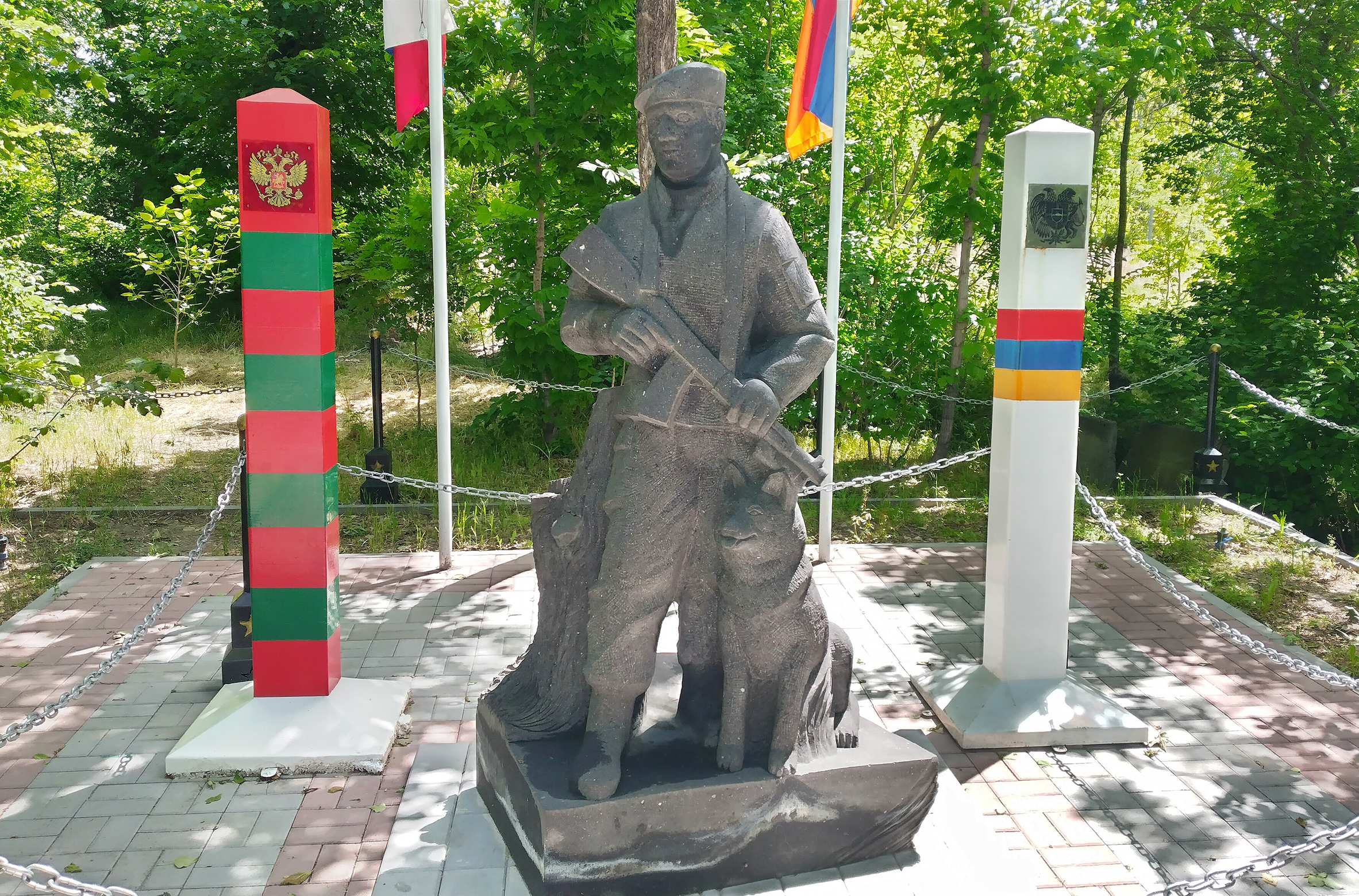
Монумент пограничникам
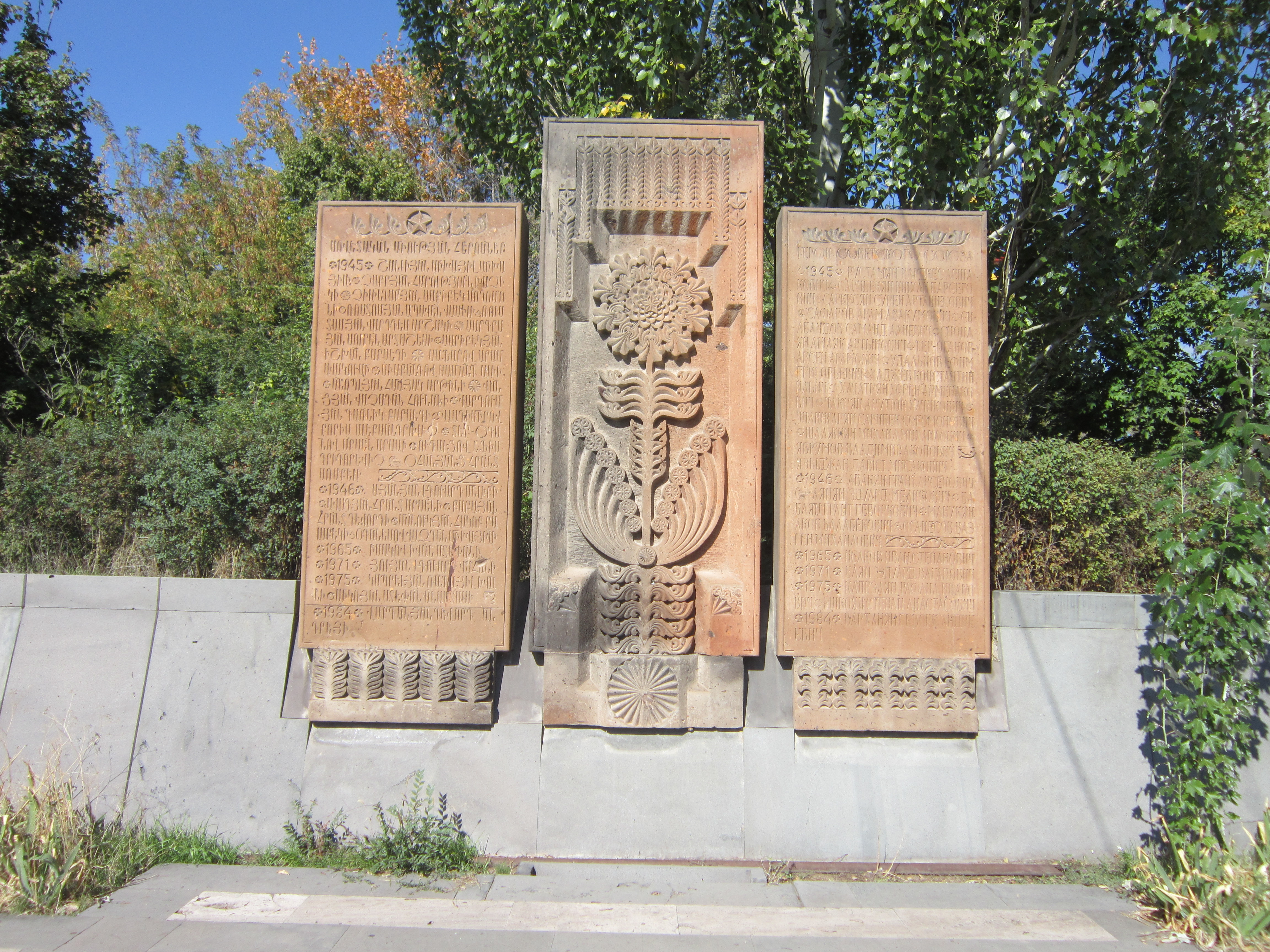
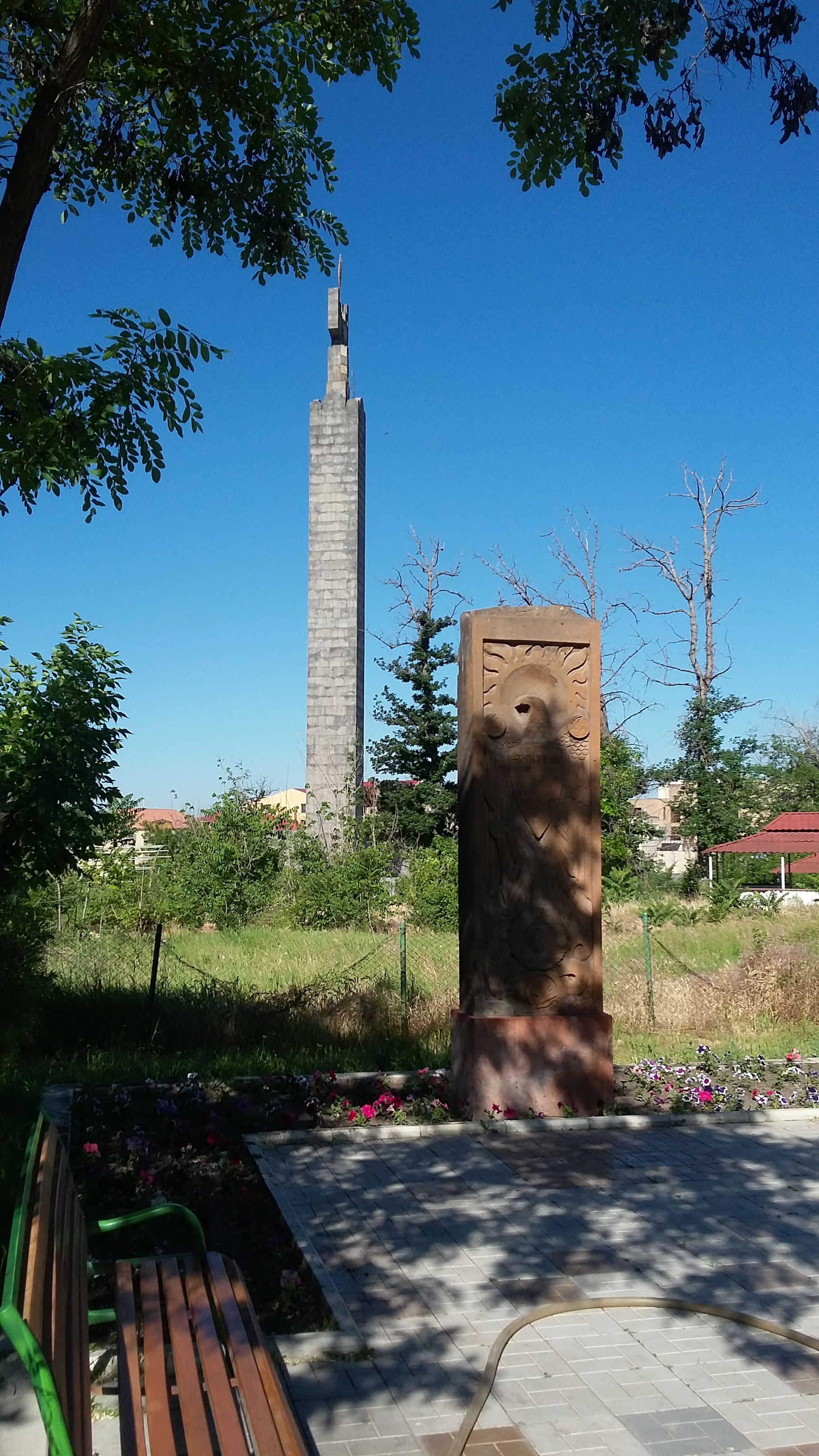
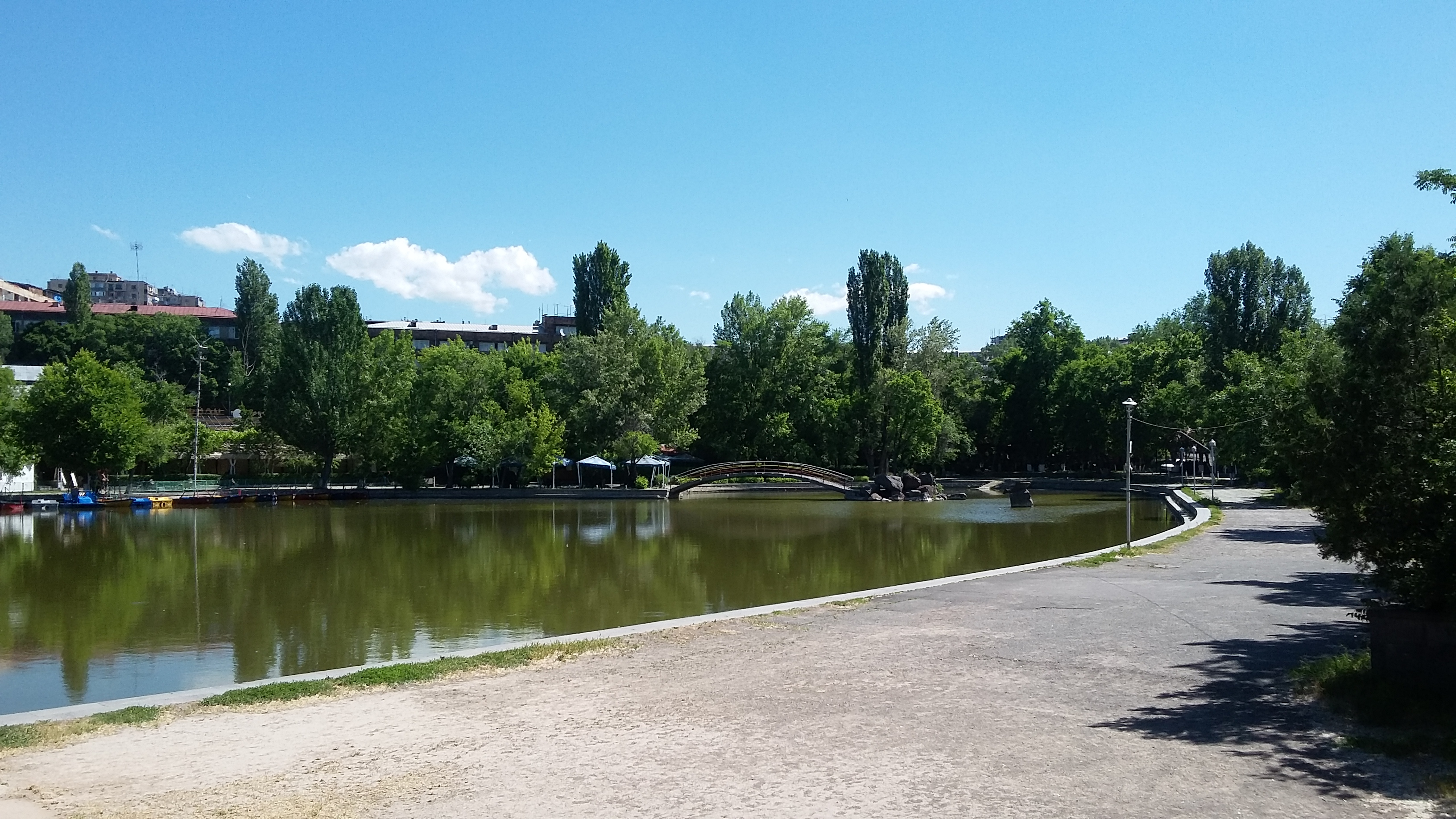
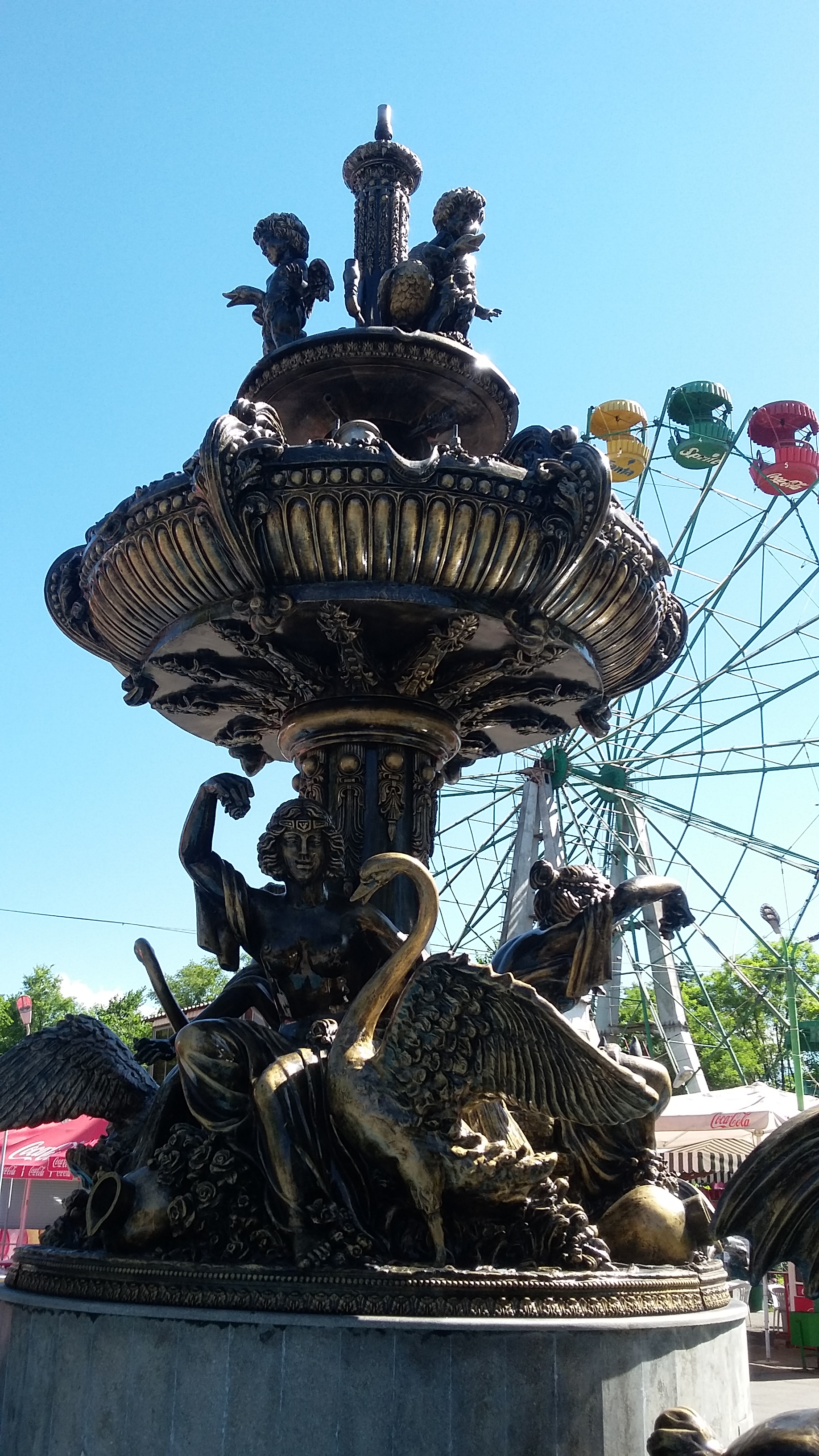
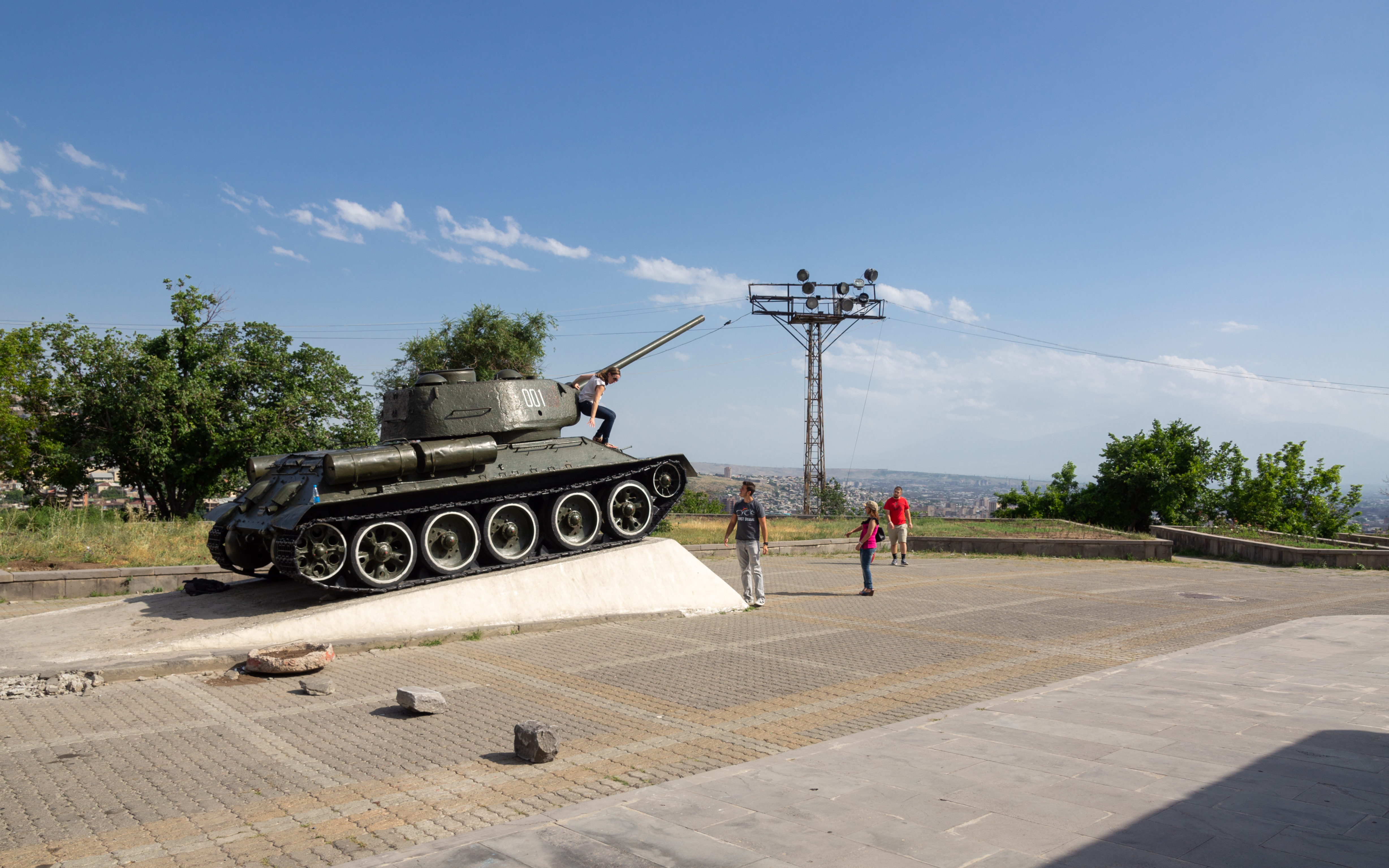
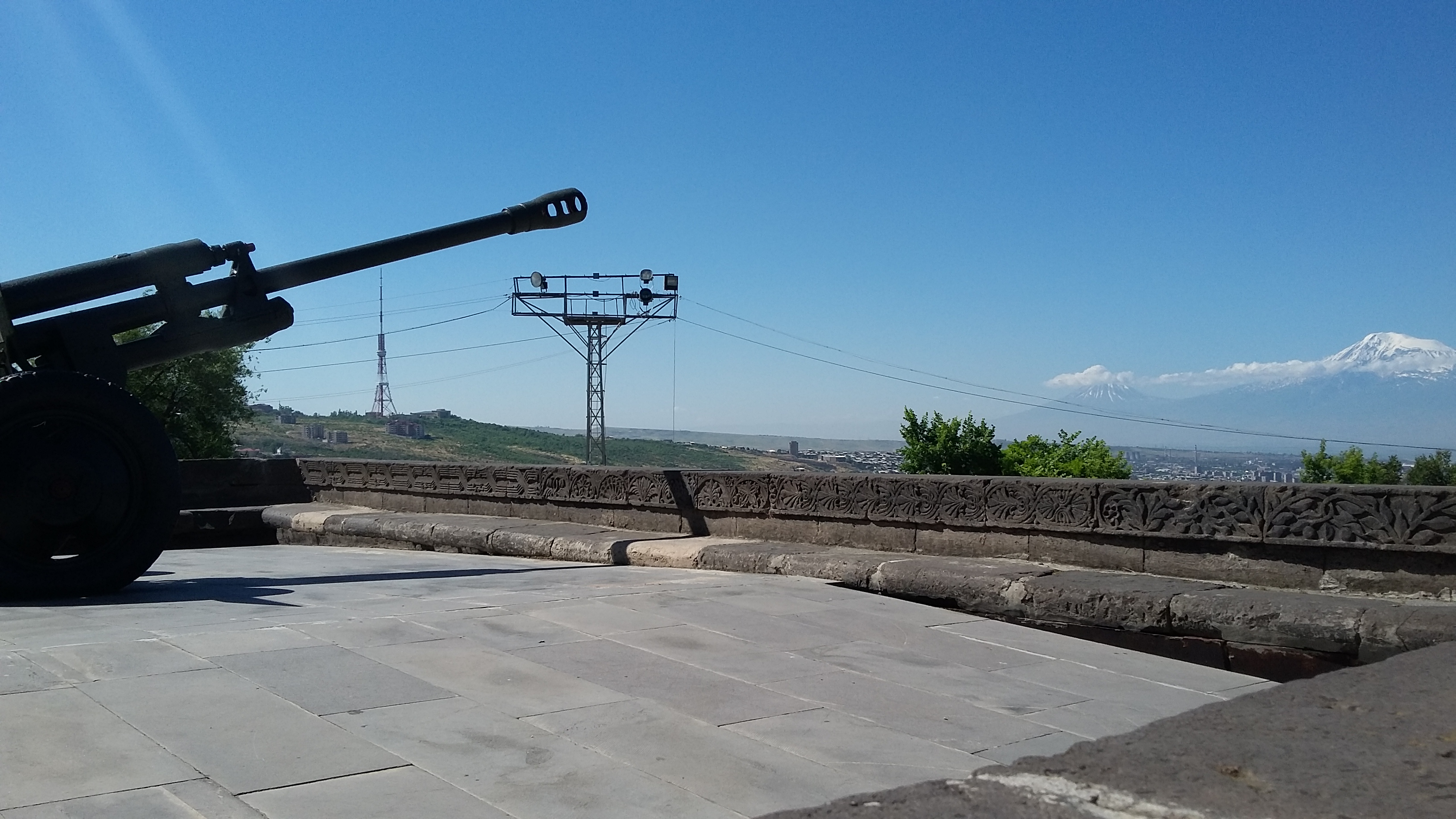
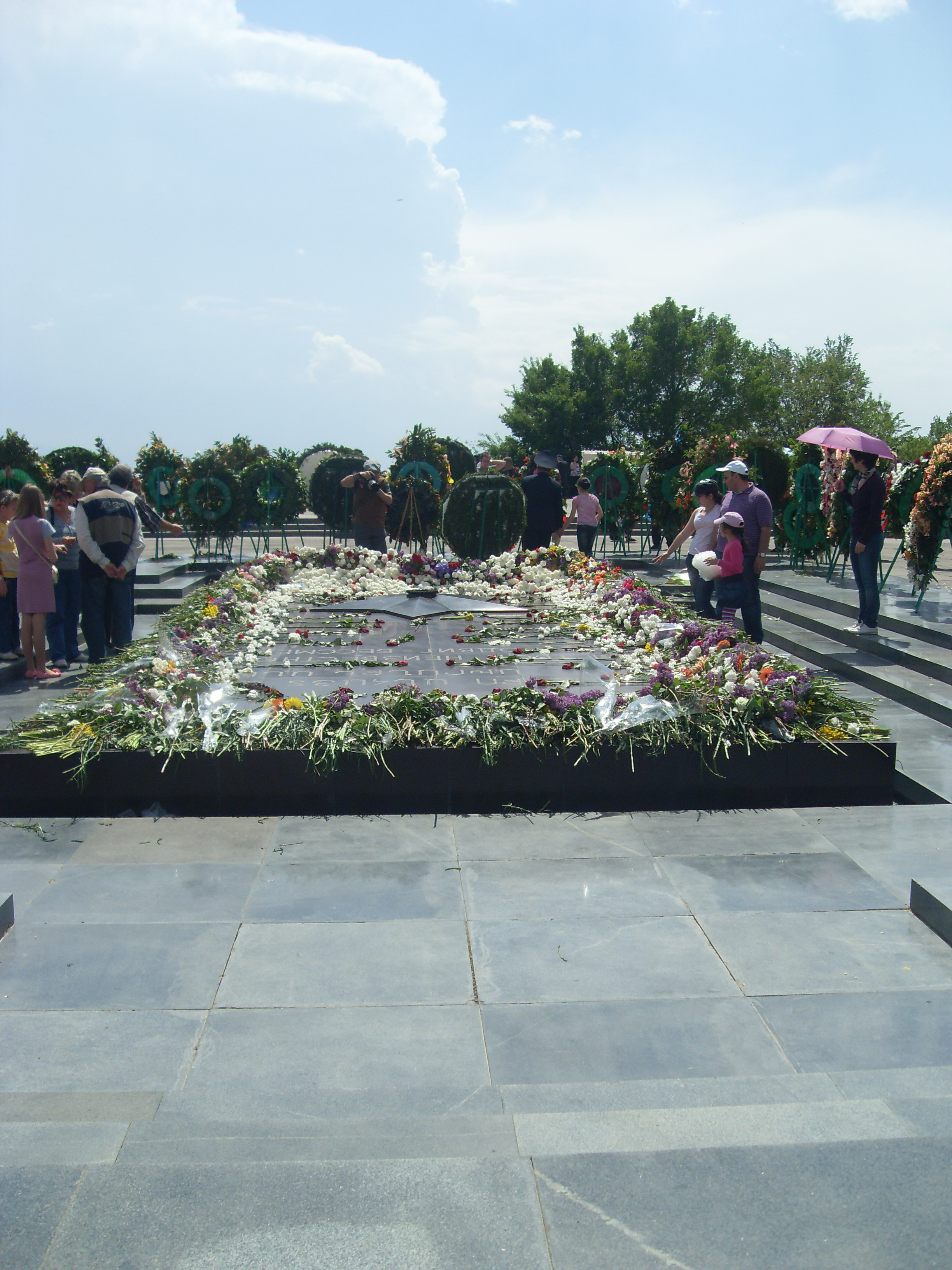
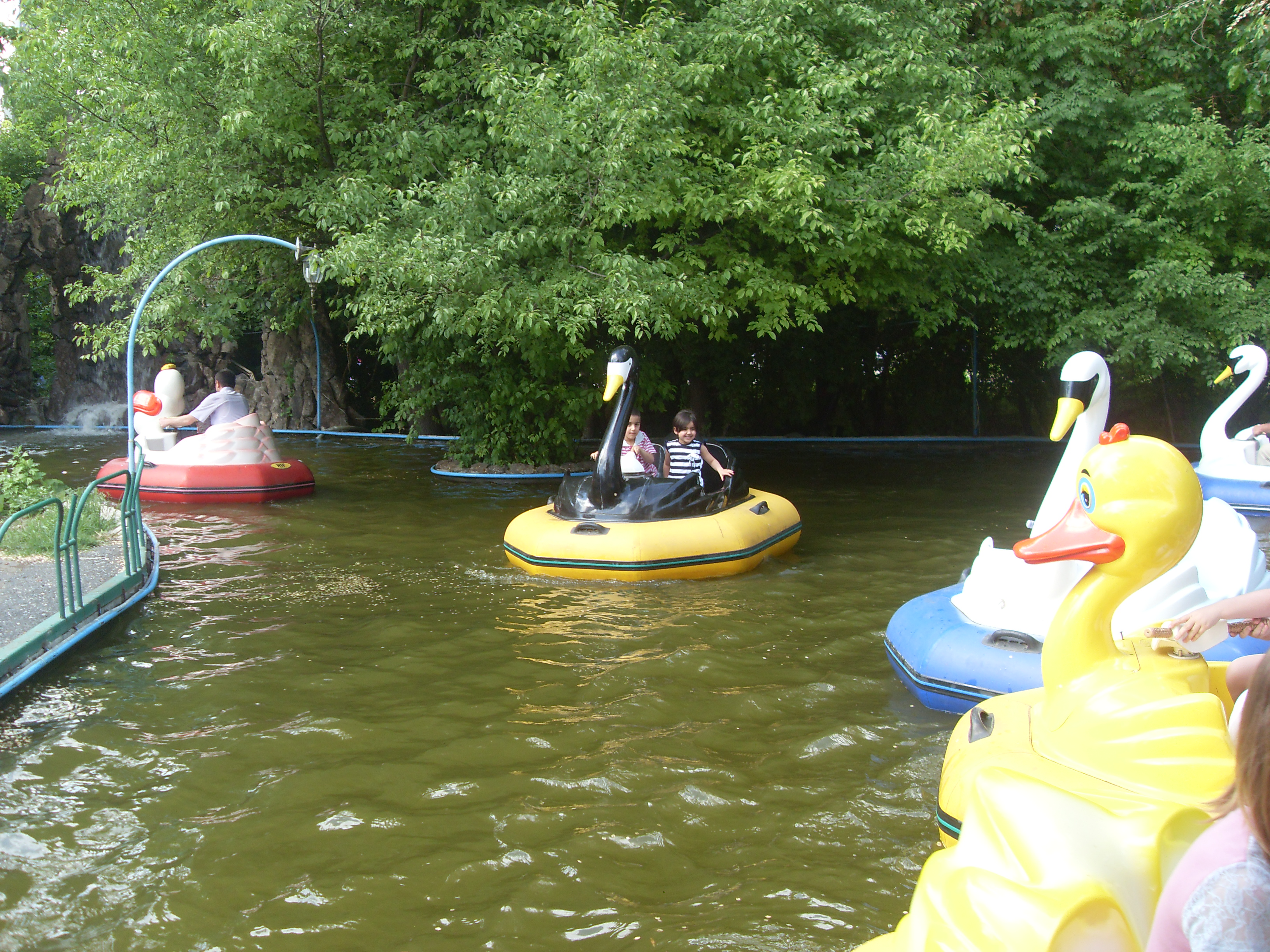
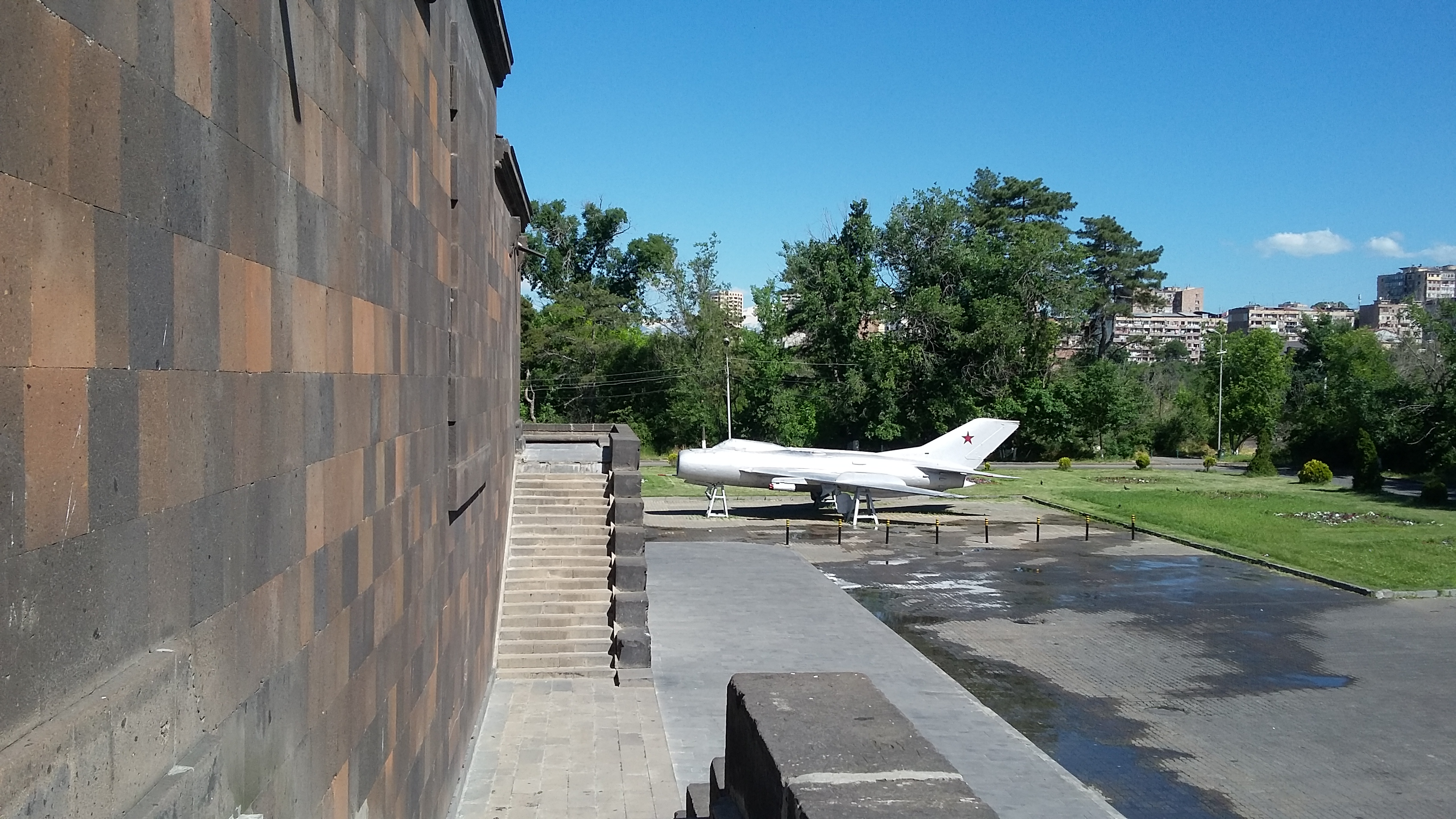
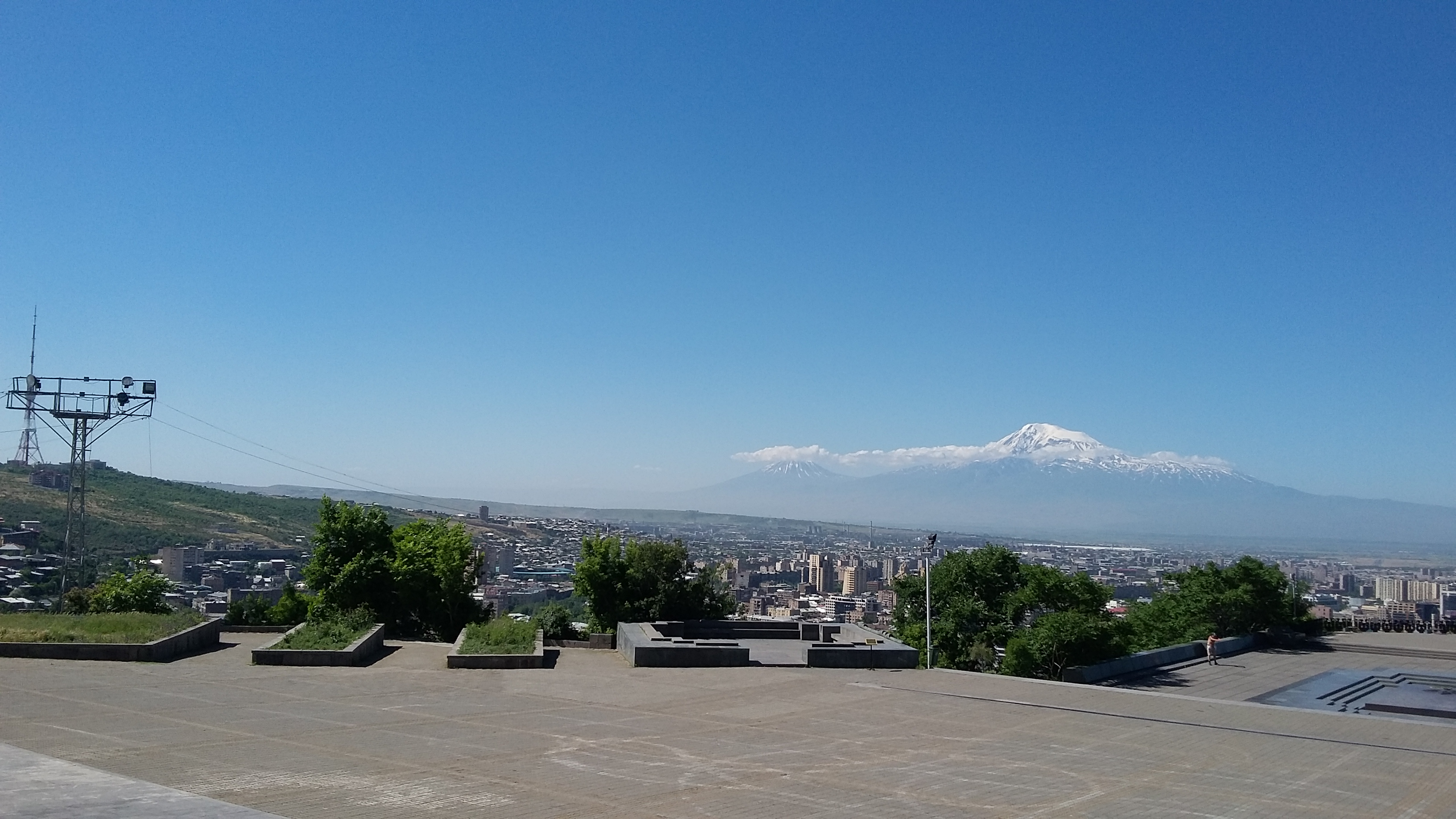
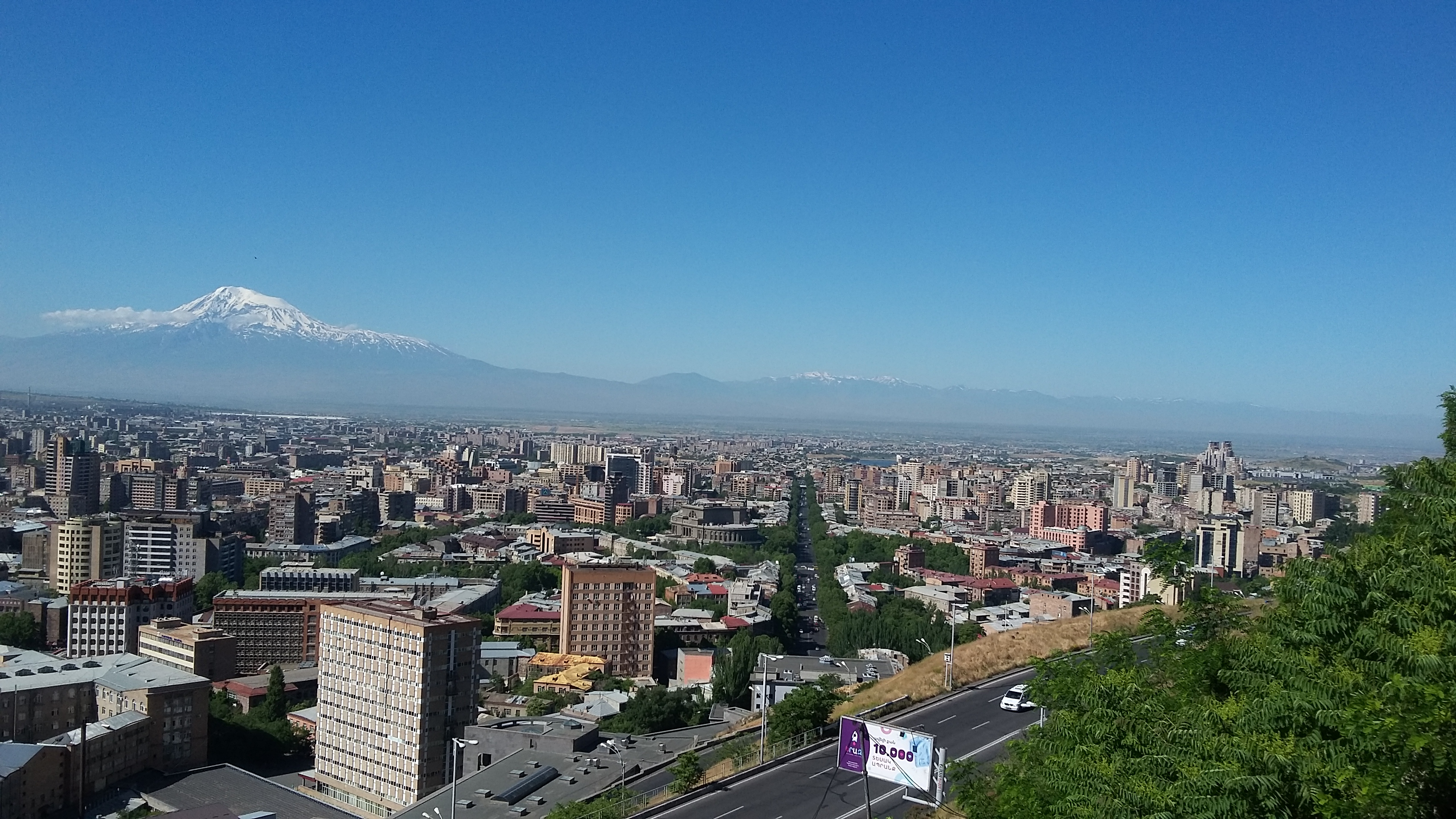